# Anton Walter

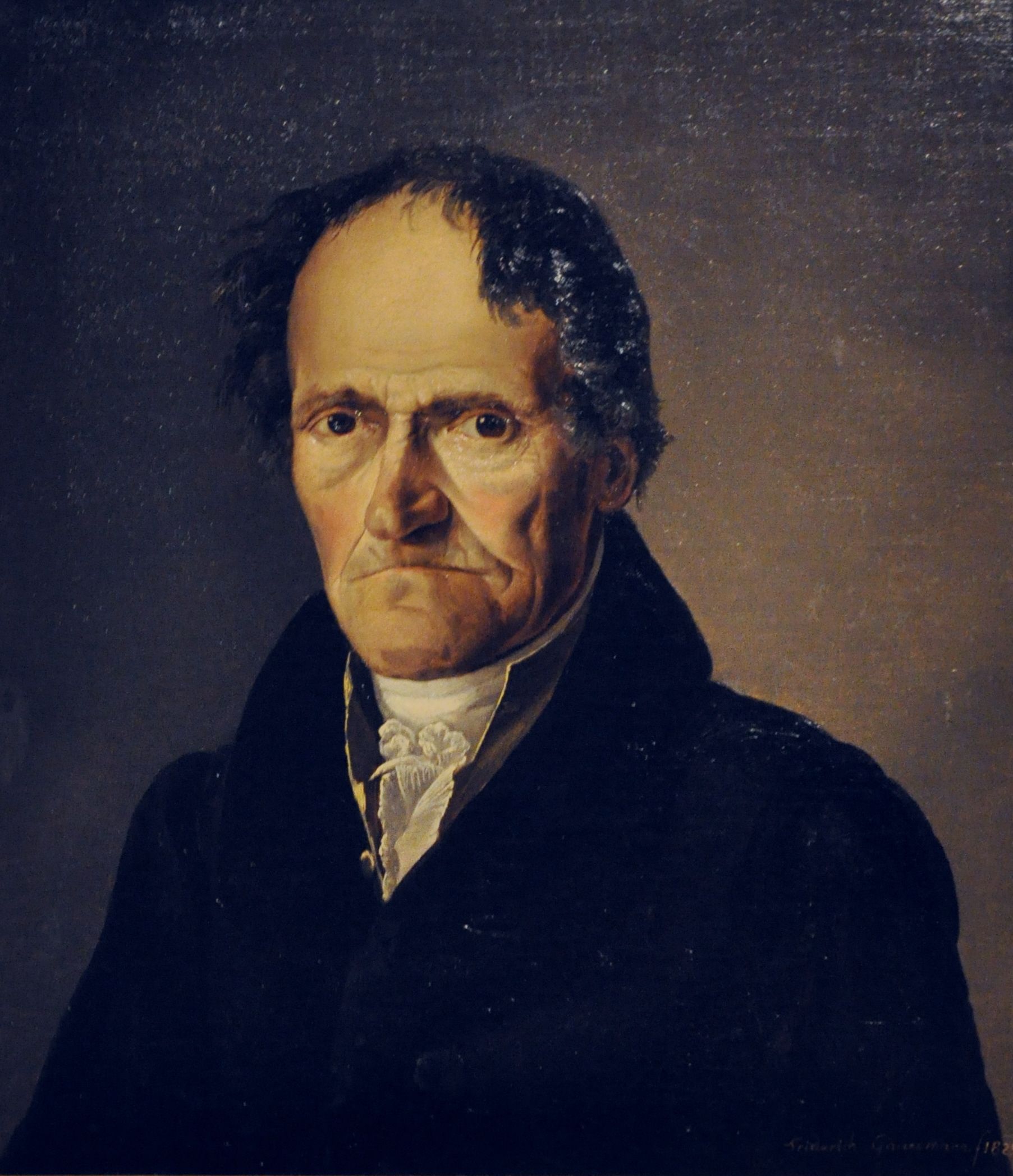
Anton Walter. Tranh sơn dầu của Friedrich Gauermann, 1825 (Vienna, Kunsthistorisches Museum)

Gabriel Anton Walter  (5.2.1752 - 11.4.1826) là một nhà chế tạo đàn piano. The Grove Dictionary of Music and Musicians mô tả ông là "nhà chế tạo đàn piano người Viên nổi tiếng nhất ở thời đại của mình".

## Cuộc đời
Walter sinh ra ở Neuhausen auf den Fildern, Đức. Ông chuyển đến Viên vào năm 1780. Vào năm 1790, ông được trao tặng danh hiệu Người chế tạo nhạc cụ và đại phong cầm cho thính phòng Hoàng gia. Cho đến năm 1800, ông đã thuê dùng khoảng 20 công nhân. Vào năm 1800, ông gia nhập vào công ty được điều hành bởi người con riêng của vợ là Joseph Schöffstoss. Những cây đàn piano do ông sản xuất được khắc tên "Anton Walter und Sohn" ("Anton Walter và con trai"). Cây đàn piano cuối cùng còn tồn tại đến nay của Walter được chế tạo năm 1825, ông đã qua đời một năm sau đó.

Walter cải tiến thiết kế cơ học của cây đàn piano bằng cách thêm vào bộ máy cơ và búa kiểm tra, dùng để ngăn chặn búa đàn nảy lên xuống. Sự đổi mới này đã được các nhà sản xuất đàn ở Viên khác áp dụng vào thời điểm đó. Trong số các nhà soạn nhạc sử dụng đàn piano do Walter làm ra có Beethoven, Mozart và Haydn.

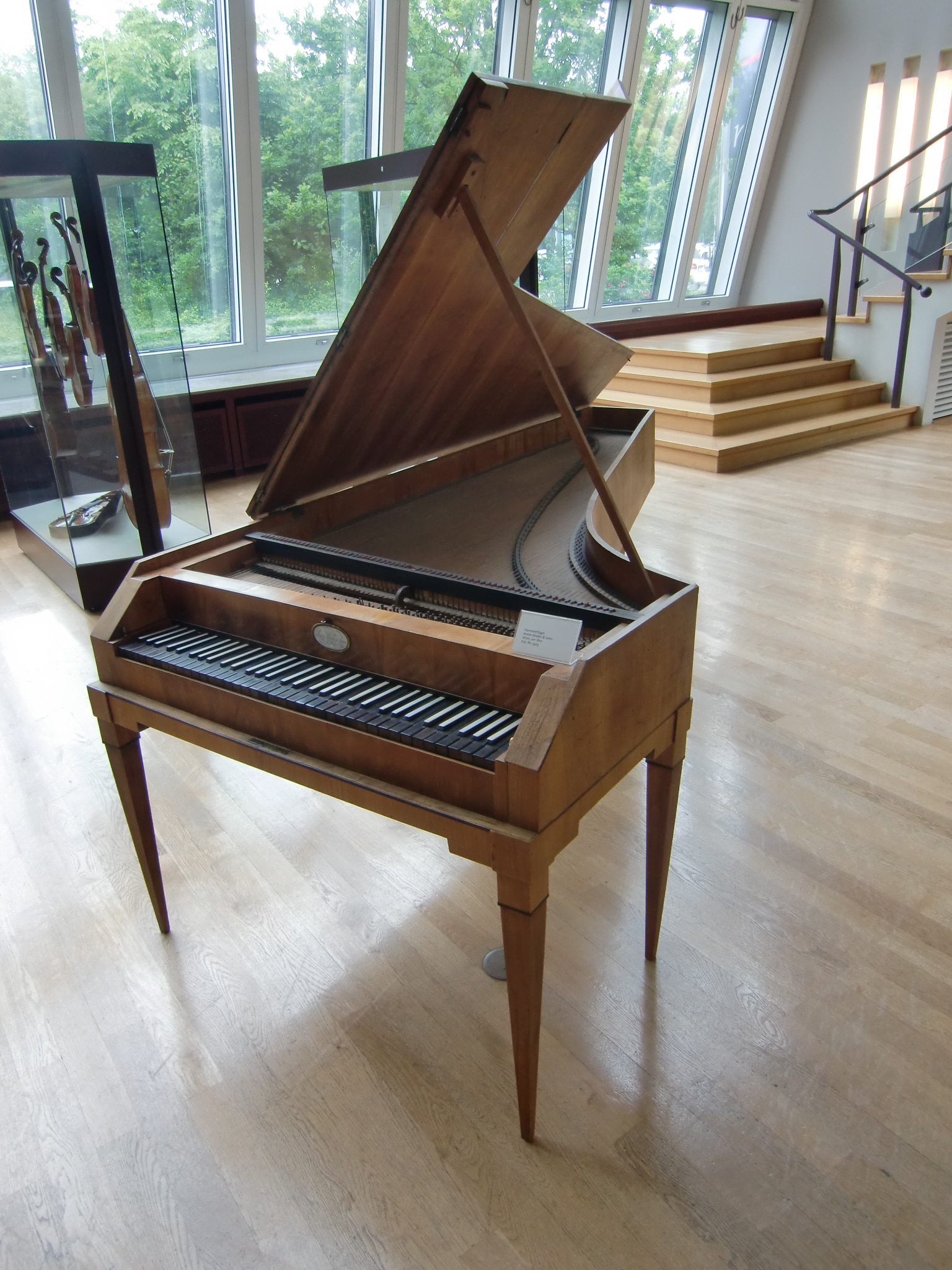
Đàn fortepiano của Anton Walter & Sohn (Vienna, ca. 1805) – Berlin, Musikinstrumentenmuseum

## Nhạc cụ của Mozart
Wolfgang Amadeus Mozart đã mua một cây đàn piano của Walter vào khoảng năm 1782. Ông sử dụng nó vào một trong những giai đoạn quan trọng nhất trong sự nghiệp của mình để sáng tác và ra mắt rất thành công các bản concerto dành cho piano thời kỳ đỉnh cao. Vào khoảng năm 1800 (chín năm sau cái chết của Mozart), cây đàn này đã được hãng Walter chỉnh sửa đáng kể. Nó vẫn được bảo tồn cho đến ngày nay và hiện được lưu giữ ở Salzburg. Trước đây cây đàn thuộc tài sản của Karl - con trai của Mozart.

## Đàn piano của Walter là hình mẫu cho các nhà chế tạo nhạc cụ hiện đại

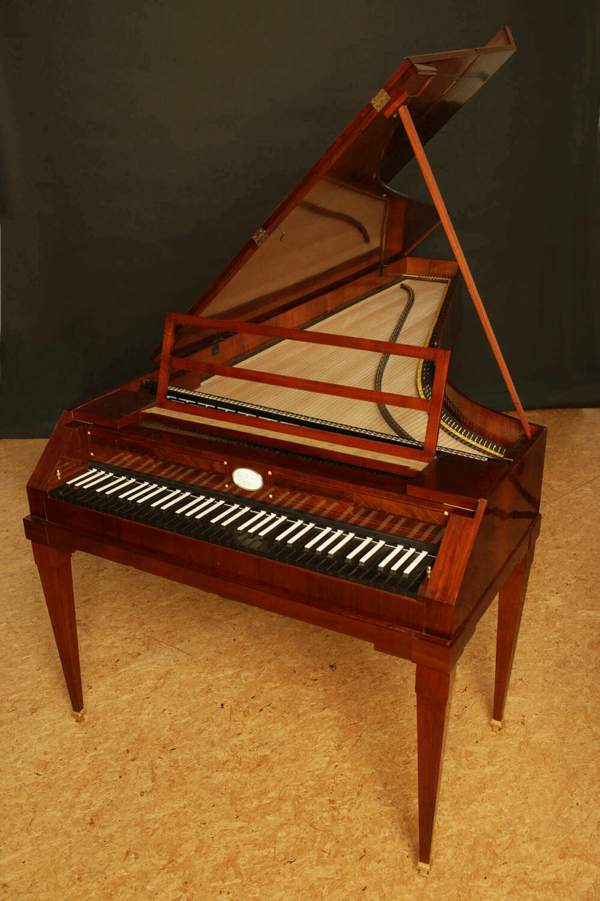
Fortepiano của Paul McNulty dựa trên nhạc cụ của Walter & Sohn 1805

Những cây đàn fortepiano của Walter thường được các nhà chế tạo đàn fortepiano đương đại như Philip Belt, Rodney Regier, Paul McNulty, Christopher Clark và nhiều người khác sử dụng làm hình mẫu để chế tạo và phục dựng lại các nhạc cụ thời xưa.

## Danh sách đĩa nhạc
- Paul Badura-Skoda. Wolfgang Amadeus Mozart. Works for piano. Played on an Anton Walter 1790 fortepiano. Label: Gramola
- Paul Badura-Skoda with Musica Florea. Wolfgang Amadeus Mozart. Piano concertos K.271, K.414. Played on a replica of a Walter instrument made by Paul McNulty
- Malcolm Bilson, John Eliot Gardiner, The English Baroque Soloists. Wolfgang Amadeus Mozart. Piano Concertos Nos. 20&21/ Concertos Pour Piano K. 466 & K.467. Played on a replica of Walter fortepiano by Philip Belt. Label: Archiv Production
- Kristian Bezuidenhout. Wolfgang Amadeus Mozart. Keyboard Music Vol.2 Played on a replica of a Walter instrument made by Paul McNulty.
- Robert Levin with the Academy of Ancient Music, Christopher Hogwood. Wolfgang Amadeus Mozart. Piano Concertos Nos. 15 & 26. Played on Mozart's own Walter (restored)
- Andreas Staier. Joseph Haydn. Sonatas and Variations. Played on a replica of a Walter instrument made by Christopher Clarke
- Viviana Sofronitsky with Warsaw Chamber Opera Orchestra. Wolfgang Amadeus Mozart. Complete Mozart works for keyboard instrument and orchestra (11 CD box). Played on a replica of a Walter instrument made by Paul McNulty